# مانو غاربا
مانو غاربا (بالإنجليزية: Manu Garba)‏ هو مدرب كرة قدم ولاعب كرة قدم نيجيري، ولد في 31 ديسمبر 1965.